# Stefan Batory pod Pskowem
Stefan Batory pod Pskowem (Tiếng Anhː Stephen Báthory at Pskov) là một bức tranh do họa sĩ người Ba Lan Jan Matejko sáng tác năm 1972. Hiện nay bức tranh này nằm trong bộ sưu tập của Lâu đài Hoàng gia tại Warszawa, Ba Lan. Bức tranh vẽ cảnh Sa hoàng Nga Ivan IV quỳ gối trước nhà vua Ba Lan Stefan Batory tại Pskov trong giai đoạn đàm phán hòa bình cuối cùng vào cuối chiến dịch 1578-1582. Trong bức tranh có giáo hoàng Jesuit Antonio Possevino diện áo đen.
Họa sĩ Matejko trưng bày bức tranh ở Prague và trở thành một nguồn học liệu của Học viện Mỹ thuật Prague. Bức tranh được coi là tác phẩm nước ngoài danh dự của Académie des Beaux-Arts (Học viện Mỹ thuật Pháp), ngoài ra còn được nhận Huy chương Nghệ thuật từ Học viện Mỹ thuật ở Vienna. Bức tranh này cùng với tác phẩm Rejtan bị hư hỏng nặng trong thời kỳ sơ tán các tác phẩm nghệ thuật tránh quân Đức chiếm giữ trong Thế chiến thứ hai, năm 1944. Cả hai tác phẩm này tìm thấy tại ngôi làng Przesieka Jelenia Góra. Giáo sư Stanislaw Lorentz và đồng nghiệp mất ba năm để phục hồi lại hiện trạng của tranh.
Bức tranh có tính hàm ý. Bản thân Ivan IV thời Nga hoàng không bao giờ tham gia vào các cuộc đàm phán, chứ đừng nói đến việc quỳ xuống trước nhà vua Ba Lan.